# Maria Raunio
Maria Raunio, née le 26 mai 1872 et morte le 3 septembre 1911, est une éducatrice et femme politique finlandaise. Membre du Parti social démocrate, elle est élue au Parlement de Finlande en 1907, parmi les premières femmes au monde à être élues députées. Elle demeure députée jusqu'en 1910.

## Biographie

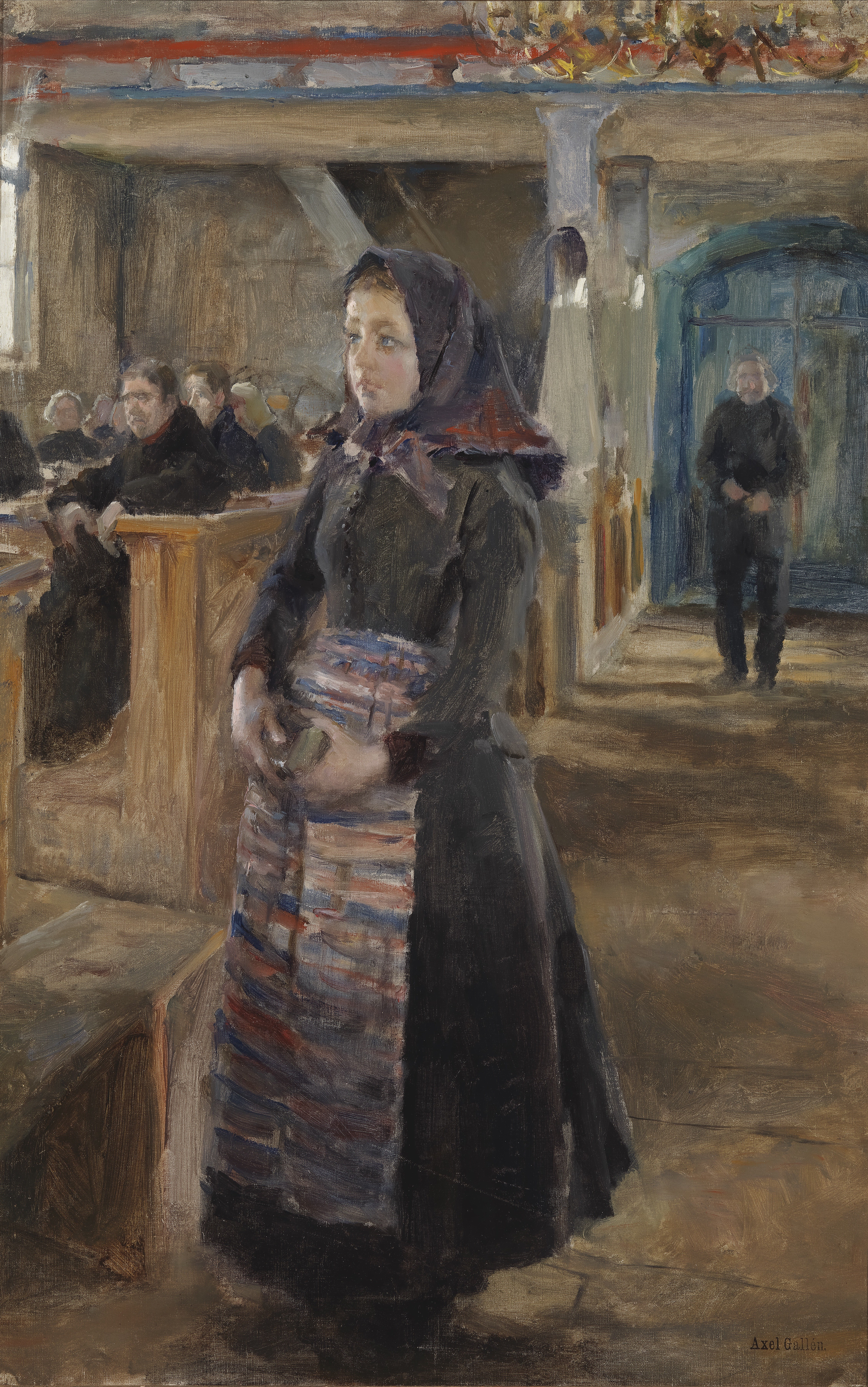
Une fille dans la vieille église de Keuruu (Tyttö Keuruun vanhassa kirkossa), huile sur toile d'Akseli Gallen-Kallela, 1889, pour laquelle Maria Raunio a posé comme modèle.

Née à Keuruu en 1872, mère de sept enfants, Maria Raunio travaille comme couturière à Keuruu et Tampere, avant de rejoindre la rédaction du journal social-démocrate Kansan Lehti (littéralement le Journal du peuple),.
Elle participe aux élections législatives finlandaises de 1907 sur la liste du Parti social démocrate dans la circonscription de Vaasa Est, et figure parmi les dix-neufs femmes à être élues au Parlement nouvellement créé. Elle est réélue aux élections de 1908 et de 1909, mais perd son siège aux élections de 1910 après avoir été purgée de la liste officielle en raison de différends avec la direction du parti. Durant ses trois mandats, elle siège aux comités d'audit, d'éducation, au grand comité et au comité des retraites.
Après son départ du Parlement, elle déménage aux États-Unis, où elle milite pour les droits des travailleurs et des travailleuses avant de se suicider, à seulement 39 ans, en 1911,.